# توماس مونکاندویت
توماس مونکاندویت (انگلیسی: Thomas Monconduit؛ زادهٔ ۱۰ فوریهٔ ۱۹۹۱) بازیکن فوتبال اهل فرانسه است.
از باشگاه‌هایی که در آن بازی کرده‌است می‌توان به باشگاه فوتبال اوسر و باشگاه ورزشی آمیان اشاره کرد.
وی همچنین در تیم ملی فوتبال زیر ۲۰ سال فرانسه بازی کرده‌است.